# Éditions de la Table ronde
Éditions de la Table ronde es una editorial francesa fundada en 1944 por Roland Laudenbach. Desde 1996 el sello pertenece a Éditions Gallimard.

## Historia
La empresa fue fundada por Roland Laudenbach en 1944 y, al parecer, bautizada por el escritor Jean Cocteau. Su primer título publicado fue Antígona, de Jean Anouilh. Tras la Segunda Guerra Mundial llegó a publicar a varios autores que habían sido incluidos en la lista negra del Consejo Nacional de Escritores de Francia por acusaciones de colaboracionismo, como Henry de Montherlant, Jean Giono o Paul Morand. Su reputación derechista y antigaullista se intensificó durante la guerra de Argelia. Publicó a autores como Claude Mauriac y Henri Troyat, y se asoció con el movimiento de los Húsares, con autores como Antoine Blondin, Michel Déon, Jacques Laurent o Roger Nimier. Otros autores publicados fueron Marcel Aymé, Henry Muller, Bernard Frank, Roger Stéphane, Jean Freustié, Daniel Boulanger y Alain Bosquet.
Una segunda generación de autores de la Table Ronde contó con escritores como Alphonse Boudard, Gabriel Matzneff, Frédéric Musso y Éric Neuhoff. Laudenbach se retiró en 1990 y fue sustituido por Denis Tillinac, que impulsó a autores como Jean-Paul Kauffmann, Frédéric H. Fajardie, Yves Charnet, Jean-Claude Pirotte, Frédérick Tristan, Xavier Patier, William Cliff o Michel Monnereau. En 2007, Tillinac dejó el puesto a Alice Déon. Éditions Gallimard había adquirido parte de la empresa en 1958, pero en 1996 se hizo con el control del sello.

## Colecciones
- Adam
- Le beau Passé
- Les Chemins de la Sagesse
- Le Choix[3]
- Cinéma-Textes[4]
- Civilisations et Religions[5]
- Les classiques du rugby
- Contretemps
- Le Damier[6]
- Documents
- Domaine du sport
- Écrits français[7]
- Essais[8]
- Étrangère[9]
- Grande Collection historique[10]
- Grandeurs[11]
- Les grandes forces historiques[12]
- Les grands romans de l'écran[13]
- L'Histoire contemporaine revue et corrigée
- Un inconnu nommé...
- La Mémoire
- Meneurs d'hommes[14]
- Miroir de la Terre
- Mouvements d'idées[15]
- La nonpareille[16]
- Le nouveau Choix
- L'Ordre du jour[17]
- La Palatine
- Petit Quai Voltaire[18]
- La petite Vermillon[19]
- Les Petits Livres de la Sagesse
- Place publique
- Profils
- Quai Voltaire[20]
- Les quatre vérités[21]
- Quelques pas en arrière[22]
- La République des lettres
- Revue Cahiers de La Table Ronde
- Romans français (1944-1952)[23]
- Les romans policiers de la Table Ronde[24]
- Série drôle[25]
- Sous le signe de la Croix[26]
- La Table Ronde de «Combat» - Les Brûlots
- La Table Ronde de «Combat» - La politique selon...
- Techniques et histoire des arts
- La Terre est ronde[27]
- Théâtre
- L'Usage des jours
- La Vendange
- Vérité-Justice
- Vermillion[28]
- Les Vies perpendiculaires[29]